# Unutrašnje zagrevanje (astrofizika)
Unutrašnje zagrevanje u astrofizici jeste pojam kojim se označavaju svi procesi pomoću kojih astrofizički objekat, zvezda, braon patuljak, planeta, satelit ili mala planeta biva zagrevan, a da je pri tome izvor ove toplote unutar samog objekta. U zavisnosti od prirode objekta, u unutrašnje zagrevanje mogu spadati procesi termonuklearne fuzije, gravitaciono sažimanje (Kelvin-Helmholcov mehanizam), radioaktivni raspad, plimske gravitacione sile i drugi. Najčešće intenzitet unutrašnjeg zagrevanja raste s masom objekta, ali ovo ne mora biti uvek tačno i posledica je prirode samog procesa koji dovodi do zagrevanja.

## Unutrašnje zagrevanje prema vrsti objekata

### Sateliti, male planete i asteoroidi
Najvažniji procesi unutrašnjega zagrevanja manjih kompaktnih kosmičkih tela jesu radioaktivni raspad i plimske gravitacione sile. Radioaktivni raspad jeste posledica postojanja teških elemenata u sastavu ovih tela. Budući da se radi o manjim telima, najčešće u njima radioaktivni izvori toplote brzo bivaju potrošeni.
Kod satelita koji su u jakom gravitacionom dejstvu sa svojom planetom, tj. kod satelita koji su bliski pratioci masivnih planeta, gravitacione plimske sile mogu biti dovoljno jake da izazovu stalno kretanje unutrašnjih slojeva planete, a time i njeno zagrevanje. Pretpostavlja se da plimske sile Jupitera omogućavaju da se ispod ledene površine njegovog satelita Evropa nalazi okean tečne vode. Unutrašnje zagrevanje usled plimskih sila na Jupiterovom mesecu Io odgovorno je za njegovu vulkansku aktivnost.

### Planete Zemljinog tipa
Najvažniji izvori toplote za stenovite planete Zemljinog tipa jesu radioaktivni raspad i preostala toplota od gravitacionog sažimanja prilikom formiranja planete. 
Trenutno se procenjuje da ova dva procesa podjednako doprinose unutrašnjem zagrevanju Zemlje. Unutrašnje zagrevanje na planetama Zemljinog tipa uzrokuje tektkonsku i vulkansku aktivnost. Planete kod kojih je unutrašnje zagrevanje postalo zanemarljivo, kao što je Mars nemaju ove tipove geološke aktivnosti.

### Gasoviti džinovi
Gasoviti džinovi se odlikuju mnogo značajnijim unutrašnjim zagrevanjem od planeta Zemljinog tipa. Najvažniji mehanizam za unutrašnje zagrevanje gasovitih džinova jeste gravitaciono sažimanje. Za razliku od stenovitih planeta kod kojih je nakon hlađenja spoljašnjih slojeva gravitaciono sažimanje zaustavljeno, gasoviti omotači planeta Jupiterovog tipa su mnogo kompresibilniji i gravitaciono sažimanje se odvija i mnogo vremena nakon nastanka planete. Radioaktivni raspad jeste izvor toplote i za gasovite džinove, ali se procenjuje da je zanemarljiv u odnosu na gravitaciono sažimanje. Energija koja se proizvodi sažimanjem zavisi od mase planete i poluprečnika planete, tj. raste s porastom mase i opada sa porastom poluprečnika. Jupiter je planeta u Sunčevom sistemu sa najintenzivnijim unutrašnjim zagrevanjem. Bez ovog izvora toplote, površina Jupitera bila bi oko 40 K hladnija. Unutrašnje zagrevanje kod hladnih gasovitih džinova uzrokuje atmosferske oluje i stalne vetrove (na Zemlji, atmosferske pojave uzrokuje Sunce).
Kod gasovitih džinova izvan Sunčevog sistema koji orbitiraju vrlo blizu matične zvezde, tzv. vrelih Jupitera, pretpostavlja se da je značajan mehanizam unutrašnjeg zagrevanja i plimska sila matične zvezde.

### Braon patuljci
Braon patuljci su tela po osobinama između zvezda i planeta, tj. masa od oko nekoliko desetina masa Jupitera, ali ipak nedovoljnih da u unutašnjosti tela započne proces fuzije vodonika u helijum, i da time postanu zvezda. Međutim, braon patuljci su posle zvezda tela sa najvećim unutrašnjim zagrevanjem koje omogućava da temperatura na njihovoj površini bude od 300 do 2000 K.
Osnovni izvor energije za sve braon patuljke jeste gravitaciono sažimanje. Kod naročito masivnih braon patuljaka, gravitaciono sažimanje tokom nastanka zagrejalo je dovoljno unutrašnjost planete da u njoj dođe do otpočinjanja termonuklearnih reakcija. Međutim, ovo nisu reakcije iz Beteovog ciklusa kojima se vodonik pretvara u helijum i koje čine osnovni izvor energije zvezde, već reakcije fuzije dva jezgra deuterijuma ili jednog jezgra litijuma i jednog jezgra vodonika u helijum. Za ove reakcije potrebna je nešto manja temperatura nego za vodoničnu fuziju. Tako se deuterijumska fuzija odvija u braon patuljcima sa masama od preko 13 masa Jupitera, a litijumska sa preko 65 masa Jupitera. Kod braon patuljaka u kojima se odvija neki od fuzionih procesa, gravitaciono sažimanje je usporeno ili zaustavljeno i fuzija je osnovni proces unutrašnjeg zagrevanja. Osim površinskih temperatura, unutrašnje zagrevanje proizvodi na površini braon patuljaka atmosferske pojave slične kao u atmosferama gasovitih džinova, uz veći intenzitet.

### Zvezde
Zvezde su kompaktna nebeska tela sa najintenzivnijim unutrašnjim izvorima toplote. Prilikom nastanka zvezde, izvor energije za zagrevanje jeste gravitaciono sažimanje, a nakon njenog rađanja, to je vodonična fuzija. U zvezdama u poodmaklom ciklusu života osnovni izvor unutrašnje toplote postaje fuzija sve težih i težih elemenata koji se u zvezdi stvaraju, prvo helijuma, zatim ugljenika i kiseonika, te silicijuma, sve dok u unutrašnjosti zvezde ne preostanu gvožđe i nikal, kada fuzija više nije energetski povoljan proces.